# 帕罗斯专区
帕罗斯专区（希臘語：Περιφερειακή ενότητα Πάρου），是希腊南愛琴大區的一个专区。专区范围包括帕罗斯岛和安迪帕罗斯岛。专区首府为帕里基亚。专区面积为241.5平方公里，2021年人口数量为15,785人。

## 行政
在2011年卡利克拉提斯改革方案中，希腊所有州份被取消。基克拉澤斯州分为包括帕罗斯专区在内的9个专区。帕罗斯专区下辖2个市镇（括号内为地图中的数字）：
- 帕罗斯（1）
- 安迪帕罗斯（2）